# 堺縣
堺縣（日语：〔〕／ Sakai-ken */?）是日本於1868年設立的縣，最初的轄區位於現在的大阪府西南部部分地區，而後經過數次整併後，轄區最大時包括了現在的大阪府南部、東部及奈良縣全境；但最終在1881年被併入大阪府後廢除。

## 歷史
在江戶時代堺為江戶幕府的直轄領地，曾設有堺奉行負責管理，但堺奉行曾多次在廢除、重設之間變動，當堺奉行被廢除時，堺則是由大坂町奉行管理。
1868年明治新政府接手堺以後，最初是將堺劃由大坂裁判所（後改設為大阪府）管理，直到6月為了管理所有位於和泉國的舊幕府領地，決定自大阪府分出設立堺縣，此後位於和泉國內的原京都守護職領地、一橋德川家領地、田安德川家領地、紀伊國高野山領也陸續被劃入堺縣的管轄範圍。
1869年起，位於河內國的河內縣、狹山藩等領地也陸續被劃入堺縣，1870年一度分出東南部部分地區改劃入新設立的五條縣；1872年第一次府縣整併中，位於和泉國和河內國的堺縣、伯太縣、岸和田縣、吉見縣、丹南縣合併為新設立的堺縣，此時的堺縣轄區包含了整個和泉國和河內國。
1876年的第二次府縣整併中，奈良縣被併入堺縣，此時堺縣的轄區達到最大，包含了和泉國、河內國和大和國三國。但在僅五年之後，1881年堺縣也被併入大阪府，堺縣的歷史至此結束。

## 歴任知事
| 職稱       | 姓名     | 上任日期       | 卸任日期       | 備註                           |
| ---------- | -------- | -------------- | -------------- | ------------------------------ |
| 知事       | 小河一敏 | 1868年8月10日  | 1870年9月14日  | 前大阪府堺役所判事、原岡藩藩士 |
| 知事       | 税所篤   | 1870年9月14日  | 1871年11月22日 | 前兵庫縣知事、原薩摩藩藩士     |
| 縣令       | 税所篤   | 1871年11月22日 | 1881年2月7日   |                                |
| 參考資料： |          |                |                |                                |